# نيكو ماير
نيكو ماير هو لاعب كرة قدم سويسري، ولد في 2 يوليو 2000.

## وصلات خارجية
- نيكو ماير على موقع قاعدة بيانات كرة القدم.إي يو (الإنجليزية)
- نيكو ماير على موقع Soccerway.com (الإنجليزية)
- نيكو ماير على موقع عالم كرة القدم.نت (الإنجليزية)